# NGC 7029
NGC 7029 (również PGC 66318) – galaktyka eliptyczna (E6), znajdująca się w gwiazdozbiorze Indianina. Odkrył ją 2 października 1834 roku John Herschel.